# Tajiri (Osaka)
Pour les articles homonymes, voir Tajiri.
Tajiri (田尻町, Tajiri-chō) est un bourg du district de Sennan, dans la préfecture d'Osaka, au Japon.
Au 1er novembre 2014, la population s'élevait à 8 390 habitants répartis sur une superficie de 5,60 km2.
Une partie de l'aéroport international du Kansai se trouve sur le territoire de Tajiri.

Tajiri au sein de la préfecture d'Osaka.